# Nacer Chadli
Nacer Chadli, född 2 augusti 1989 i Liège, är en belgisk professionell fotbollsspelare av marockansk härkomst som spelar som yttermittfältare för SL16 FC.

## Klubbkarriär

### AGOVV Apeldoorn
Chadli spelade sin juniorfotboll med JS Thier-à-Liège, Standard Liège och MVV Maastricht. Sommaren 2007 blev han kontrakterad av den nederländska klubben AGOVV Apeldoorn, som hade scoutat honom vid MVV:s ungdomsakademi. Här ansågs han vara en framväxande talang. När Chadli testades för första gången i AGOVV gick han under pseudonymen "Kaliffe" eftersom AGOVV:s ansvarige Ted van Leeuwen var rädd att andra klubbar skulle visa intresse för Chadli. Chadli gjorde sitt första mål i professionell fotboll för AGOVV i en match mot FC Volendam.

### FC Twente
Sommaren 2010 skrev Chadli på för FC Twente, och blev det första nyförvärvet i de då regerande mästarna i Eredivisie. Hans första mål i Eredivisie blev det avgörande målet i en bortamatch mot PSV Eindhoven. Han gjorde sin Champions League-debut i en 2-2-match hemma mot Inter den 14 september 2010. Den 29 september 2010 gjorde han sitt första mål på bortaplan i Champions League i en match mot Tottenham Hotspur och den 2 november gjorde Chadli sitt andra mål i en match mot Werder Bremen.

### Tottenham Hotspur
Den 21 juli 2013 meddelades det att Chadli hade skrivit på för Tottenham Hotspur för en avgift på 7 miljoner pund.

### West Bromwich Albion
Den 29 augusti 2016 kom West Bromwich Albion överens med Tottenham om att kontraktera Chadli för en övergångssumma på 13 miljoner pund.

### Monaco
Den 30 augusti 2018 värvades Chadli av Monaco, där han skrev på ett treårskontrakt.

### Senare karriär
I januari 2025 återvände Chadli till Standard Liège för spel i klubbens reservlag SL16 FC.

## Landslagskarriär
Chadli har medborgarskap i både Belgien och Marocko, vilket gör att han kan representera båda nationerna. Den 28 januari 2011 meddelade han sin avsikt att representera Belgien på internationell nivå, och gjorde sin debut för landslaget den 9 februari 2011 i vänskapsmatch mot Finland. Denna inkallelse kom trots att han redan spelat för Marocko, eftersom denna match var av vänskapskaraktär.
Chadli gjorde sitt första landslagsmål mål i EM-kvalet 2012 mot Azerbajdzjan på Kung Baudouin-stadion i Bryssel.
| Nr | Datum            | Spelplats                                          | Motståndare  | Mål | Resultat | Match         |
| -- | ---------------- | -------------------------------------------------- | ------------ | --- | -------- | ------------- |
| 1. | 29 mars 2011     | Kung Baudouin-stadion, Bryssel, Belgien            | Azerbajdzjan | 3–1 | 4–1      | EM-kval 2012  |
| 2. | 29 februari 2012 | Pankritiostadion, Heraklion, Kreta                 | Grekland     | 1–1 | 1–1      | Vänskapsmatch |
| 3. | 26 maj 2014      | Cristal Arena, Genk, Belgien                       | Luxemburg    | 4–1 | 5–1      | Vänskapsmatch |
| 4. | 10 oktober 2014  | Kung Baudouin-stadion, Bryssel, Belgien            | Andorra      | 3–0 | 6–0      | EM-kval 2016  |
| 5. | 9 juni 2017      | A. Le Coq Arena, Tallinn, Estland                  | Estland      | 2–0 | 2–0      | VM-kval 2018  |
| 6. | 2 juli 2018      | Rostov Arena, Rostov-na-Donu, Ryssland             | Japan        | 3–2 | 3–2      | VM 2018       |
| 7. | 6 september 2019 | Stadio Olimpico Serravalle, Serravalle, San Marino | San Marino   | 3–0 | 4–0      | EM-kval 2020  |
| 8. | 10 oktober 2019  | Kung Baudouin-stadion, Bryssel, Belgien            | San Marino   | 2–0 | 9–0      | EM-kval 2020  |